# Махмудов, Ибрагим Махмудович
Ибрагим Махмудович Махмудов (1 июля 1924 — 11 апреля 2003) — передовик советского сельского хозяйства, старший чабан колхоза имени Героев СССР, село Цовкра-2 Кулинского района Дагестанской АССР, Герой Социалистического Труда (1965).

## Биография
Родился 1 июля 1924 года в высокогорном селе Цовкра-2 в семье крестьянина-лудильщика. Лакец.
Рано лишился родителей. Воспитывал пятерых младших сестёр. Ездил на заработки в соседний Азербайджан.
В 1941 году с началом войны стал работать чабаном в местном колхозе имени Героев СССР. В 1947 году стал старшим чабаном.
Указом Президиума Верховного Совета СССР от 27 ноября 1965 года за особые заслуги в развитии народного хозяйства Дагестанской АССР Ибрагиму Махмудовичу Махмудову было присвоено звание Героя Социалистического Труда с вручением ордена Ленина и медали «Серп и Молот».
Заслуженный животновод Дагестанской АССР.
Умер 11 апреля 2003 года. Похоронен в родном селе Цовкра-2.

## Награды
- золотая звезда «Серп и Молот» (27.11.1965)
- орден Ленина (27.11.1965)
- другие медали.